# Владислав Гонома
Владислав Гонома (Јонима) (1303.–19), је српски средњевековни племић, поданик краља Стефана Уроша II Милутина (р. 1282–1321). 
Држао је области Дукље и северне Албаније. Предак је породице Јонима. У записима тога доба појављује се 1303. године на српском двору. Године 1306. носио је титулу жупана у служби српског краља Стефана Милутина. Јонима је био међу сведоцима који се помињу у повељи коју је Ратцу издао Милутин 1306. године. Његов ранг у хијерархији Српског краљевства био је испод ранга казнаца Мирослава и челника Бранка.
Помиње се у документу папе Јована XXII од јуна 1318. као „кнез Дукље и приморске Албаније".  У записима стоји да се прикључио широј коалицији против српског краља иза које је стајао папа. Његово име се налази и у попису „катуна Арбанаса" у Другој Дечанској хрисовуљи, а извесни Дмитар Гонома помиње се у два Дубровачка документа из 1399. О угледу породице Гонома, односно Јонима, сведочи и помен „севаста Јониме" из 1274. У науци постоји претпоставка да је Владислав иста личност као и жупан Владислав, који је поменут у повељи краља Милутина манастиру Богородице Ратачке из 1306. године.